# 王沃、王石定故居
王沃、王石定故居，是位於臺灣高雄市鼓山區的民間建築，是王沃及其子王石定（高雄市第一屆參議員，二二八事件罹難者）的故居，現為高雄市歷史建築。

## 沿革
該建築原為日治時期於由旗津發跡的漁業承銷商「丸山商號」經營者王沃所有，該者曾任高雄州水產會議員、高雄漁市株式會社理事、高雄造船互助會會長等職，為高雄市政商重心人物之一，並在昭和12年（1937年）1937年於哈瑪星湊町三丁目興建，原為三層建築結構，在第二次世界大戰的高雄大空襲期間，該建築曾遭到盟軍擊中，炸毀一層。後經過改建而呈現今日兩層建築。
戰後，王沃其子王石定則擔任高雄市漁會理事長、高雄市第一漁業合作社理事主席、高雄市漁市場主任，並於1946年3月當選高雄市參議員，然而1947年3月6日，因二二八事件影響，王石定及其他參議員為主的二二八事件處理委員會於高雄市政府開會時，因起軍人開槍致市民死傷事件而喪生，由於高雄市區情況緊張，不少居民曾陸續湧入空間較大的王宅避難，該建築曾收留包括部分外省人的許多民眾。
近代，該建築物主由後代繼承，但少部分建物已轉賣他人。2017年5月，王沃、王石定故居被高雄市文化局登錄為歷史建築，目前建築仍為私有權人使用中。

## 建築設計
王沃、王石定故居典型轉角處牌樓厝建築，採用鋼筋混凝土與磚混構工法興建，具有現代主義、西式建築裝飾語彙等特徵，其立面磚砌使用洗石子外牆及二丁掛牆面、並設有圓柱方柱、八卦形及圓形木窗、陽台鏤空鐵製飾板、中庭花園、嵌入式的郵箱口、金屬排水管等附屬設施。

## 外部連結
- 王沃、王石定故居 - 星埕漫遊 （页面存档备份，存于）